# Antonio Allocca
Antonio Allocca (Portici, 24 giugno 1937 – Marcianise, 31 dicembre 2013) è stato un attore italiano.

## Biografia

### Carriera
Comincia la sua attività di attore già nel 1956. Nel 1958, dopo aver vinto un concorso organizzato da Eduardo De Filippo, è al Piccolo Teatro di Milano con Pulcinella in cerca della sua fortuna per Napoli. Nel 1959 è diretto da Mario Mangini in un testo di Eduardo Scarpetta per la prosa TV; più tardi, nel 1962, è nel cast di due adattamenti cinematografici per la televisione, Ditegli sempre di sì e Napoli milionaria!, entrambi di Eduardo De Filippo. Negli anni sessanta costituisce una sua compagnia di rivista e avanspettacolo, cambiando il suo nome d'origine con quello d'arte "Toni Al". Partecipò alla manifestazione "Eden Teatro" di Raffaele Viviani, diretto da Roberto De Simone, con Lina Sastri e Peppe Barra.
Nel 1975 riceve un riconoscimento alla carriera, il "premio Antonio De Curtis", targa speciale del consiglio di presidenza per Il Teatro. Alterna al teatro il cinema, collaborando con attori del calibro di Nino Taranto (resterà oltre 10 anni nella sua compagnia), Erminio Macario, Ugo Tognazzi, Gian Maria Volontè, Paolo Villaggio, Lino Banfi, Enrico Maria Salerno, Massimo Boldi,  Mario Scaccia, Renato Pozzetto, Monica Vitti, Lando Buzzanca e registi come Francesco Rosi, Luciano Salce, Steno, Nanni Loy, Luciano De Crescenzo. L'esordio cinematografico arriva nel 1974 con Farfallon, diretto da Riccardo Pazzaglia, con Franco Franchi e Ciccio Ingrassia; da allora ha interpretato numerose pellicole in ruoli di supporto. In televisione è stato l'inflessibile professore di italiano nella fortunata serie I ragazzi della 3ª C per tre stagioni. Nel 1988 partecipa al film giallo per bambini Operazione pappagallo di Marco Di Tillo.

### Morte
Muore il 31 dicembre 2013 all'età di 76 anni, malato da tempo di Alzheimer, nella sua casa di Marcianise dove si era stabilito da tempo. Dopo due giorni ne viene celebrato il funerale nella chiesa di San Ferdinando, detta anche Chiesa degli artisti, in piazza Trieste e Trento a Napoli.

## Filmografia

### Cinema
- La fabbrica dei soldi, regia di Riccardo Pazzaglia, episodio La morte in affitto (1965)
- Donnarumma all'assalto, regia di Marco Leto (1972)
- Farfallon, regia di Riccardo Pazzaglia (1974)
- L'anatra all'arancia, regia di Luciano Salce (1975)
- Il cav. Costante Nicosia demoniaco ovvero: Dracula in Brianza, regia di Lucio Fulci (1975)
- Piedone l'africano, regia di Steno (1978)
- Cristo si è fermato a Eboli, regia di Francesco Rosi (1979)
- Café Express, regia di Nanni Loy (1980)
- Carcerato, regia di Alfonso Brescia (1981)
- Fracchia la belva umana, regia di Neri Parenti (1981)
- Tradimento, regia di Alfonso Brescia (1982)
- Giuramento, regia di Alfonso Brescia (1982)
- Sogni mostruosamente proibiti, regia di Neri Parenti (1982)
- Pappa e ciccia, regia di Neri Parenti (1983)
- Bonnie e Clyde all'italiana, regia di Steno (1983)
- Il ras del quartiere, regia di Carlo Vanzina (1983)
- Fantozzi subisce ancora, regia di Neri Parenti (1983)
- Qualcosa di biondo, regia di Maurizio Ponzi (1984)
- Mi manda Picone, regia di Nanni Loy (1984)
- Così parlò Bellavista, regia di Luciano De Crescenzo (1984)
- Italian Fast Food, regia di Lodovico Gasparini (1986)
- Scuola di ladri, regia di Neri Parenti (1986)
- Quel ragazzo della curva B, regia di Romano Scandariato (1987)
- Casa mia, casa mia..., regia di Neri Parenti (1988)
- 32 dicembre, regia di Luciano De Crescenzo (1988)
- Fantozzi va in pensione, regia di Neri Parenti (1988)
- Operazione pappagallo, regia di Marco Di Tillo (1988)
- Ho vinto la lotteria di capodanno, regia di Neri Parenti (1989)
- Fantozzi alla riscossa , regia di Neri Parenti (1990)
- Le comiche 2, regia di Neri Parenti (1991)
- Saint Tropez - Saint Tropez, regia di Castellano e Pipolo (1992)
- Ci hai rotto papà, regia di Castellano e Pipolo (1993)
- Le nuove comiche, regia di Neri Parenti (1994)
- Storie d'amore con i crampi, regia di Pino Quartullo (1995)
- Croce e delizia, regia di Luciano De Crescenzo (1995)
- Fantozzi - Il ritorno, regia di Neri Parenti (1996)
- A spasso nel tempo - L'avventura continua, regia di Carlo Vanzina (1997)
- Vacanze sulla neve, regia di Mariano Laurenti (1999)
- Pazzo d'amore, regia di Mariano Laurenti (1999)
- Tifosi, regia di Neri Parenti (1999)
- Under the sky - Sotto il cielo, regia di Angelo Antonucci (2001)
- E adesso sesso, regia di Carlo Vanzina (2001)
- Rosa Funzeca, regia di Aurelio Grimaldi (2002)

### Televisione
- Un figlio a pusticcio di Eduardo Scarpetta, regia di Mario Mangini e di Pietro Turchetti, prosa, trasmessa il 7 luglio 1959.
- Peppino Girella di Eduardo De Filippo (1963)
- I ragazzi della 3ª C – serie TV, 20 episodi (1987-1989)
- Il vigile urbano – serie TV, episodio 1x12 (TV), 1x02 (DVD) (1990)
- Un posto al sole – serie TV (2003)

### Cortometraggi
- Grazie Padre Pio, regia di Amedeo Gianfrotta (2001)
- Lacreme napulitane, regia di Francesco Satta (2007)

## Teatro
- Ditegli sempre di sì, regia di Eduardo De Filippo (1962)
- Napoli milionaria!, regia di Eduardo De Filippo (1962)

## Doppiatori italiani
- Vittorio Stagni in L'anatra all'arancia
- Gigi Reder in Piedone l'africano
- Leo Gullotta in Bonnie e Clyde all'italiana